# Miłusze
Miłusze (deutsch Mylussen, 1938 bis 1945 Milussen) ist ein Dorf in der polnischen Woiwodschaft Ermland-Masuren, die zur Landgemeinde Prostki (Prostken) im Powiat Ełcki (Kreis Lyck) gehört.

## Geographische Lage
Miłusze liegt im südlichen Osten der Woiwodschaft Ermland-Masuren, zwölf Kilometer südlich der Kreisstadt Ełk (Lyck).

## Geschichte
Das vormalige Mylussen wurde im Jahre 1539 gegründet. Im Jahre 1874 wurde das Dorf in den neu errichteten Amtsbezirk Gorczitzen (polnisch Gorczyce) eingegliedert, der nach wenigen Jahren in „Amtsbezirk Borken“ (polnisch Borki) umbenannt wurde und bis 1945 zum Kreis Lyck im Regierungsbezirk Gumbinnen (ab 1905: Regierungsbezirk Allenstein) in der preußischen Provinz Ostpreußen gehörte.
Im Jahr 1910 waren in Mylussen 253 Einwohner registriert, 1933 waren es noch 236. 
Aufgrund der Bestimmungen des Versailler Vertrags stimmte die Bevölkerung im Abstimmungsgebiet Allenstein, zu dem Mylussen gehörte, am 11. Juli 1920 über die weitere staatliche Zugehörigkeit zu Ostpreußen (und damit zu Deutschland) oder den Anschluss an Polen ab. In Mylussen stimmten 160 Einwohner für den Verbleib bei Ostpreußen, auf Polen entfiel keine Stimme.
Am 18. August 1938 wurde die Namenschreibweise von Mylussen in „Milussen“ geändert. Die Einwohnerzahl belief sich 1939 auf 218.
In Kriegsfolge kam das Dorf 1945 mit dem gesamten südlichen Ostpreußen zu Polen und erhielt die polnische Namensform „Miłsze“. Heute ist das Dorf Sitz eines Schulzenamtes (polnisch Sołectwo), in das auch der Nachbarort Niedźwiedzkie (Niedzwetzken, 1936 bis 1945 Wiesengrund) einbezogen ist. Als solches ist Miłusze eine Ortschaft im Verbund der Gmina Prostki (Prostken) im Powiat Ełcki (Kreis Lyck), bis 1998 der Woiwodschaft Suwałki, seither der Woiwodschaft Ermland-Masuren zugehörig.

## Religionen
Bis 1945 war Mylussen in die evangelische Kirche Ostrokollen (1938 bis 1945 Scharfenrade, polnisch Ostrykół) in der Kirchenprovinz Ostpreußen der Kirche der Altpreußischen Union sowie in die römisch-katholische Kirche St. Adalbert in Lyck (polnisch Ełk) im Bistum Ermland eingepfarrt.
Heute gehört Miłusze katholischerseits zur Pfarrei in Prostki mit den Filialkirchen in Ostrykół (Ostrokollen, 1938 bis 1945 Scharfenrade) und Sokółki (Sokolken, 1938 bis 1945 Stahnken). Sie gehört zum Bistum Ełk der Römisch-katholischen Kirche in Polen. Die evangelischen Einwohner halten sich zur Kirchengemeinde in der Kreisstadt Ełk (Lyck), einer Filialgemeinde der Pfarrei in Pisz (Johannisburg) in der Diözese Masuren der Evangelisch-Augsburgischen Kirche in Polen.

## Verkehr
Miłusze liegt an der Nebenstraße 1870N, die bei Niedźwiedzkie von der Landesstraße 65 abzweigt und nach Sokółki führt. 